# Série noire (Michel Vaillant)
Série noire est le vingt-troisième tome de la série Michel Vaillant. Dans cet album, le héros est frappé de malchance systématique à chacune de ses courses, l'amenant à douter de lui-même.

## Synopsis
Alors qu'il est en passe de remporter le premier Grand Prix de la saison, Michel Vaillant sort de la route à cause de la maladresse d'un concurrent attardé. Cet incident marque le début d'une période de malchance pour le pilote de l'équipe Vaillante, tant en monoplace qu'en endurance. Finissant par douter de ses capacités et relégué au rang de second pilote, le champion parviendra à se ressaisir grâce au soutien de son ami Steve Warson, de Françoise et de ses mécaniciens.

## Véhicules remarqués

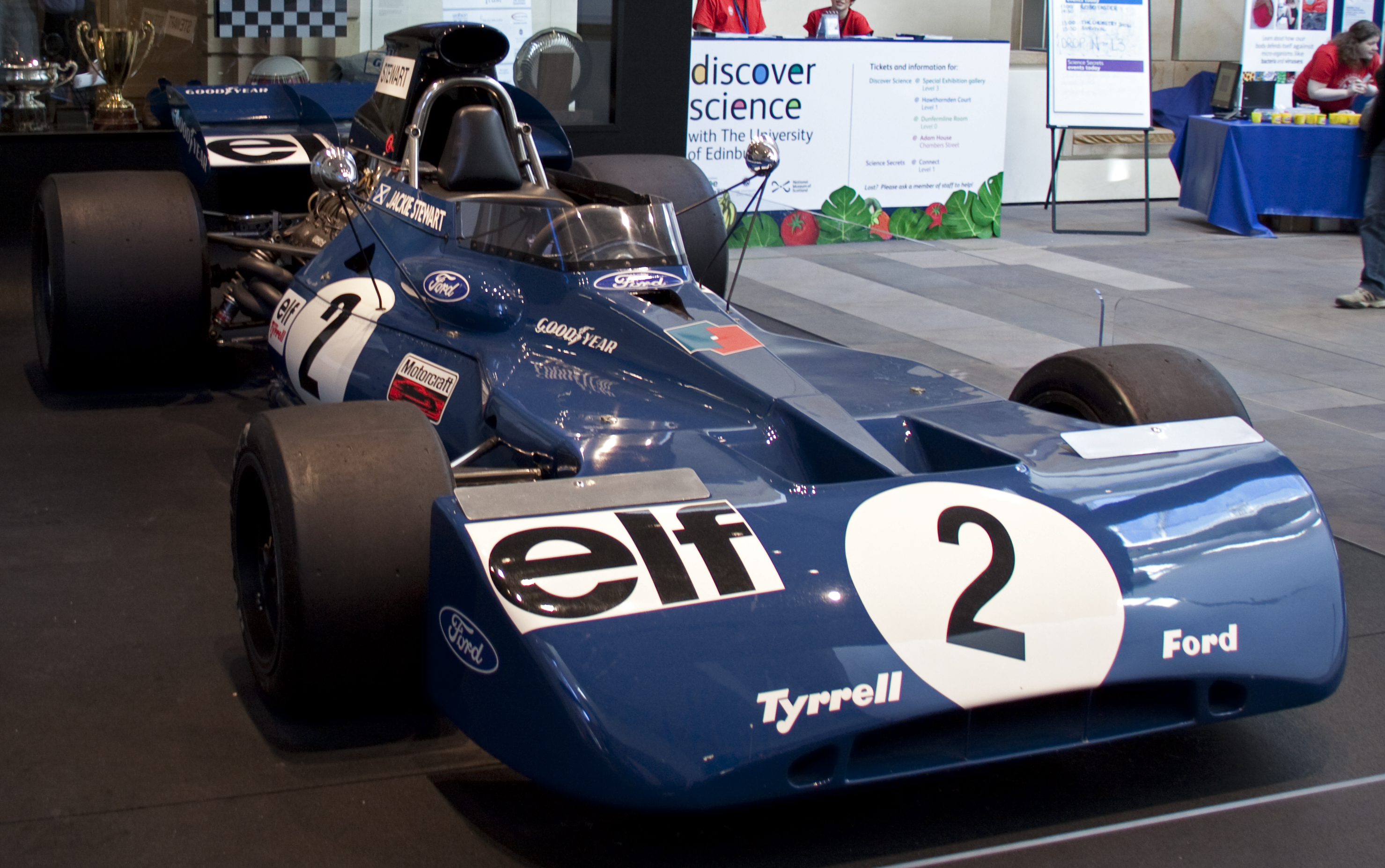
La Tyrrell 003 de Jackie Stewart, un des principaux adversaires de Michel Vaillant en Grand Prix.

- Tyrrell 003
- BRM P160
- Lotus 72
- March 701
- Alfa Romeo 33/3
- Ferrari 312 B2
- March 711

## Publication

### Revues
Les planches de Série noire furent publiées dans le Journal de Tintin entre le 28 décembre 1971 et le 21 mars 1972 (no 52/71 à 12/72).

### Album
Le premier album fut publié aux Éditions du Lombard en 1973 (dépôt légal 02/1973).